# Xysticus subjugalis
Xysticus subjugalis là một loài nhện trong họ Thomisidae.
Loài này thuộc chi Xysticus. Xysticus subjugalis được Embrik Strand miêu tả năm 1906.